# Manerplaw
Manerplaw war eine Ortschaft am Moei-Fluss im Kayin-Staat in Myanmar (ehemals Birma).
Manerplaw lag weniger als fünf Kilometer von der Staatsgrenze zu Thailand entfernt gegenüber dem Tha-Song-Yang-Distrikt der thailändischen Provinz Tak. Der Ort war als Hauptstadt eines unabhängigen Karen-Staats Kawthoolei vorgesehen. Dort befand sich bis Januar 1995 auch das Hauptquartier der Karen National Union (KNU) unter ihrem Führer Bo Mya.
Nach einer Rebellion von buddhistischen Mitgliedern der KNU konnte die Stadt nach schweren Kämpfen im Januar 1995 von birmanischen Truppen eingenommen werden. Neben der KNU diente Manerplaw auch anderen birmanischen Widerstandsgruppen als sichere Basis, zum Beispiel der All Burma Students’ Democratic Front.
Der Fall von Manerplaw stellte einen der schwersten Rückschläge der birmanischen Opposition im Kampf gegen das birmanische Militärregime unter dem Staatsrat für Frieden und Entwicklung dar. Die Ortschaft diente noch einige Zeit der Democratic Karen Buddhist Army DKBA als Stützpunkt und wurde dann aufgegeben. Vor dem Rückzug der KNU hatte diese Manerplaw niedergebrannt und verwüstet. 10.000 Einwohner flüchteten nach Thailand. Nach dem Fall von Manerplaw waren auch die umliegenden Dörfer für die KNU nicht mehr zu halten. Sie verlor ihre wichtigste Einnahmequelle, einen Grenzübergang nach Thailand. Die DKBA, welche nach der Meuterei einen Waffenstillstand mit der Militärregierung schloss, wurde nach dem Fall ein wichtiger Faktor in der Gegend. Nach dem Fall von Manerplaw konnten die Armee den Moei entlang nach Süden vorstoßen. Am 27. Februar 1995 fiel die letzte Position der KNLA in Kawmoora, einer Sandbank südlich von Shwe Kokko.